# Une fameuse idée
 (octobre 2014).
Si vous disposez d'ouvrages ou d'articles de référence ou si vous connaissez des sites web de qualité traitant du thème abordé ici, merci de compléter l'article en donnant les références utiles à sa vérifiabilité et en les liant à la section « Notes et références ».
Une fameuse idée est un film français de moyen métrage écrit et réalisé en 1931 par René Barberis.

## Fiche technique
- Réalisation, scénario et dialogues : René Barberis
- Photographie : Paul Portier
- Son : Marcel Royné
- Société de production :  Gaumont-Franco-Film-Aubert
- Pays : France
- Format : Noir et blanc - Son mono - 1,37:1
- Genre : moyen métrage, Comédie
- Durée : 32 minutes
- Année de sortie : 1931

## Distribution
- Léon Larive : le directeur du dancing
- Jeanne Boitel : Madame Dalesnes, une jeune femme persuadée que son mari la trompe
- Albert Broquin : le plongeur du dancing
- Yvonne Reyville : Simone Rollin
- Louis Vonelly : Monsieur Jacquin
- Hugues Wanner : Monsieur Dalesnes
- Henri Debain : le détective